# Cratere Tiling
Tiling è un cratere lunare di 38,23 km situato nella parte sud-orientale della faccia nascosta della Luna.